# Starożytny Izrael
Starożytny Izrael – starożytne państwo żydowskie istniejące z długimi przerwami na Bliskim Wschodzie (tereny dzisiejszego Izraela i Jordanii).

## Początki narodu

### Historia biblijna

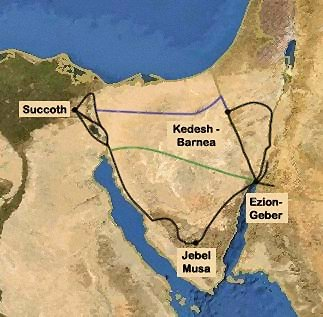
Wybrane hipotetyczne trasy wyjścia Izraelitów z Egiptu

Według tradycyjnych Żydów  i chrześcijan historyczne i religijne dzieje Izraela to ta sama historia, którą opisuje Biblia. Wywodzą oni początki narodu żydowskiego od momentu, gdy Bóg Jahwe zawarł przymierze z Abrahamem.
Od tej pory, na znak przymierza z Bogiem, potomkowie Abrahama obrzezują napletki prąci. Według Biblii Abrahamowi, gdy miał sto lat, urodził się syn Izaak. Następnie, Izaakowi urodził się syn Jakub. I to właśnie Jakubowi Bóg zmienił imię na Izrael. Stąd wszyscy potomkowie Jakuba to właśnie naród Izraela. Jakubowi urodzili się synowie: Ruben, Symeon, Lewi, Juda, Dan, Neftali, Gad, Aser, Issachar, Zabulon, Józef, Beniamin. Jest to 12 plemion Izraela.

### Osiedlenie w Kanaanie
Historia narodu Izraela rozpoczyna się w momencie, gdy w krainie Kanaan nad Morzem Śródziemnym osiedliły się koczownicze plemiona Izraelitów, z których co najmniej część przybyła z Egiptu pod wodzą Mojżesza. Miało to miejsce prawdopodobnie w II poł. XIII wieku p.n.e.

## Okres sędziów

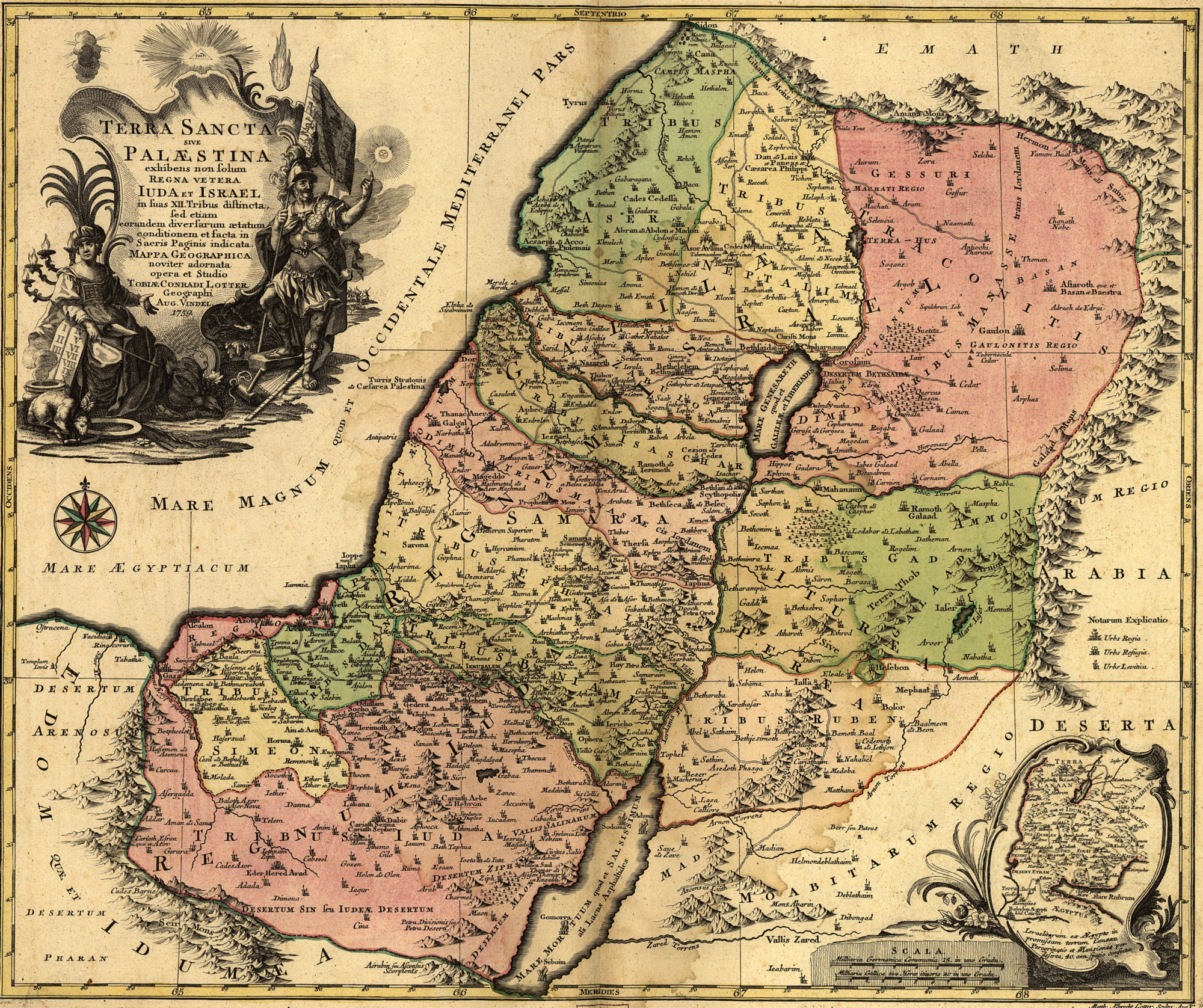
Podział Kanaanu pomiędzy 12 plemion Izraela

Izraelici weszli do ziemi Kanaan z ziem położonych na wschód od rzeki Jordan. Po podbiciu Kanaanu podzielono ziemię pomiędzy wszystkie 12 plemion Izraela.
W następnych latach nad narodem Izraela sądy wykonywali sędziowie. Była to teokracja, a jednocześnie najwcześniejsza demokracja, w której lud wybierał spomiędzy siebie zwierzchników (setnicy, autosiukanowie, ciperkowie). Sędziowie nad Izraelem: Jozue, Otniel, Ehud, Debora, Barak, Gedeon, Abimelek (został on obwołany królem), Tola, Jair, Jefte, Szamgar, Ibsan, Elon, Abdon, Samson, Heli i Samuel.
Niezależnym świadectwem obecności Izraelitów w ziemi Kanaan w XIII wieku p.n.e. jest staroegipska inskrypcja znana jako Stela Merenptaha oraz prawdopodobnie cokół berliński (relief 21687, XV/XIV w. p.n.e.).

## Zjednoczone królestwo Izraela
Plemiona te ok. 1030 p.n.e., zagrożone przez Filistynów zjednoczyły się, tworząc państwo, którego pierwszym królem został Saul. Tak powstało Zjednoczone królestwo Izraela. Za panowania drugiego, Dawida (ok. 1006 p.n.e.-970 p.n.e.), Izraelici podporządkowali sobie zbrojnie inne plemiona zamieszkujące tereny Kanaanu (Filistynów, Moabitów i Aramejczyków), podbili znaczne terytoria na północy i południu oraz zdobyli Jerozolimę, ustanawiając ją swą państwową i religijną stolicą.
Syn Dawida, Salomon (ok. 971 p.n.e.-931 p.n.e.), sprawował władzę w okresie pokoju i zajął się administracyjnym, gospodarczym oraz prawnym umocnieniem swego państwa. Zadbał o rozwój rolnictwa, wydobycia miedzi, budowę dróg i floty handlowej. Za jego panowania powstała w Jerozolimie wielka Świątynia. Wyniósł on Królestwo Izraela do szczytu powodzenia w wielu dziedzinach.
Po śmierci Salomona nastąpiło podzielenie królestwa na dwa oddzielne: na południowe królestwo Judy (dwa plemiona: Judy i Beniamina) i północne królestwo Izraela (dziesięć zbuntowanych plemion pod wodzą Jeroboama I: Rubena, Symeona, Issachara, Zabulona, Dana, Naftalego, Gada, Aszera, Efraima i Manassesa).

## Okres podzielonej monarchii

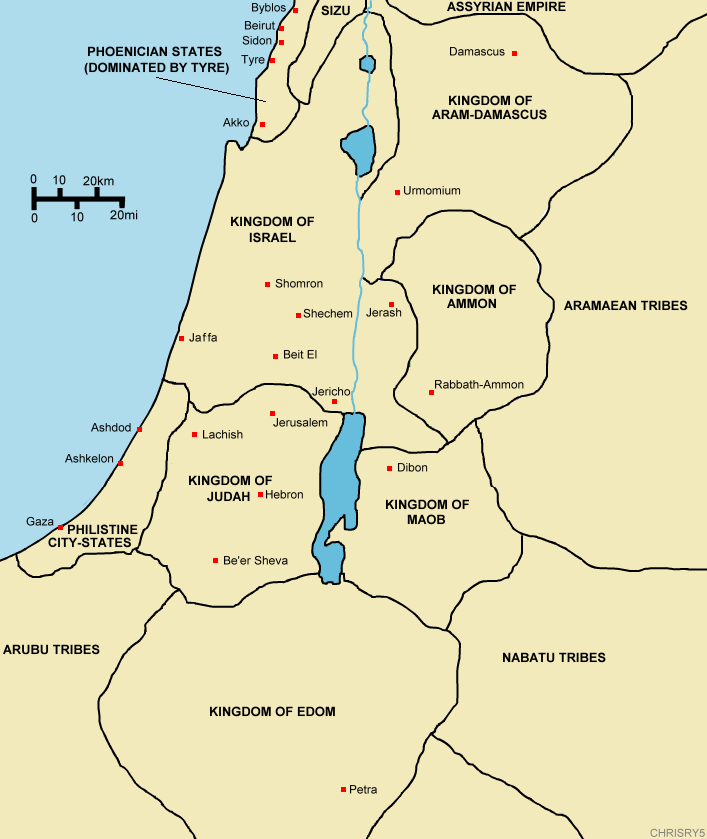
Lewant w VIII w. p.n.e.

Królestwa Izraela i Judy, choć wyrastały z tego samego pnia, rozwijały się oddzielnie i w innych kierunkach. Ich relacje układały się różnie – od przyjaznych stosunków w okresie panowania Omrydów w Izraelu, po otwarte wojny.
Królestwo Izraela było wewnętrznie niestabilne, królowie do władzy dochodzili niejednokrotnie w wyniku zamachu stanu. Życie religijne koncentrowało się wokół schizmatyckich sanktuariów w Betel i Dan. Silne były religijne i kulturowe wpływy obce, np. fenickie, co było przyczyną działalności proroków. Izrael toczył liczne wojny z sąsiadami, np. Aramem-Damaszkiem. Pod koniec swego istnienia królestwo popadło w zależność od Asyrii, by wreszcie zostać całkowicie podbite przez Asyryjczyków w 722 p.n.e.
Królestwo Judy było mniejsze i biedniejsze, jednak bardziej stabilne, władza pozostawała w ręku potomków Dawida. Życie religijne koncentrowało się wokół Świątyni Jerozolimskiej, wpływy religii obcych były obecne, jednak w mniejszym stopniu niż na północy. Przez długi czas państwo cieszyło się pokojem. Nie zostało podbite przez Asyrię, jednak przez pewien czas, zwłaszcza w okresie panowania Manassesa, było jej podporządkowane. W ostatnim okresie istnienia było areną rywalizacji Egiptu i Babilonii o wpływy. W 586 p.n.e. zostało podbite przez armię babilońskiego władcy Nabuchodonozora II.

## Pod panowaniem Asyrii

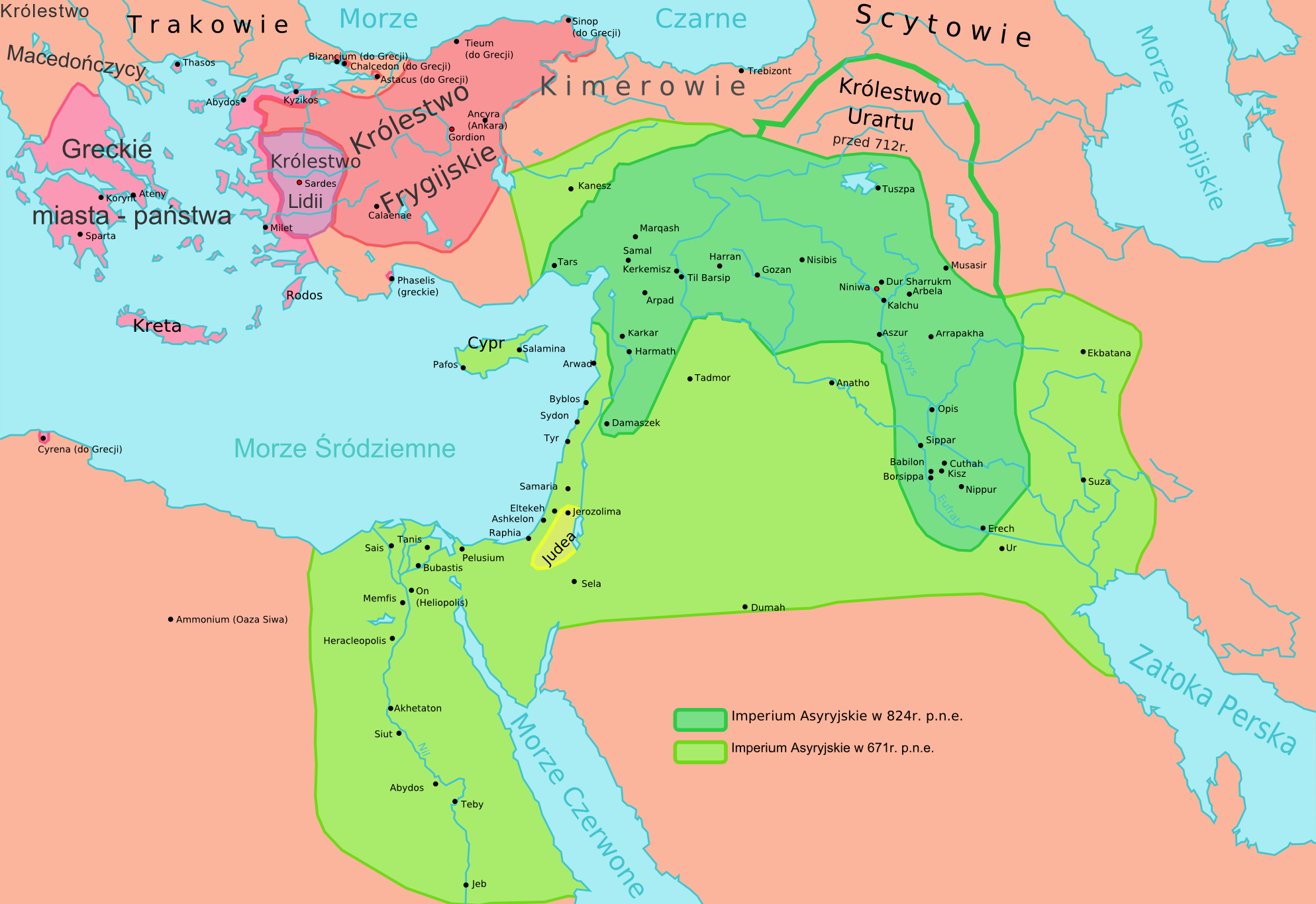
Rozwój terytorialny imperium Asyryjskiego na przestrzeni dziejów

W 732 p.n.e. Królestwo Izraela zostało uzależnione, a w roku 722 p.n.e. zajęte przez Asyrię.
Po jednym z żydowskich buntów ludności Asyryjczycy najechali na Królestwo Izraela. Po stłumieniu buntu, Asyryjczycy uprowadzili większość mieszkańców kraju, a na ich miejsce osiedlili ludność z Babilonii, co dało początek Samarytanom.
Było to pierwsze rozproszenie Izraela, w którym dziesięć plemion zostało uprowadzonych do Asyrii.

## Pod panowaniem Babilonii i Persji

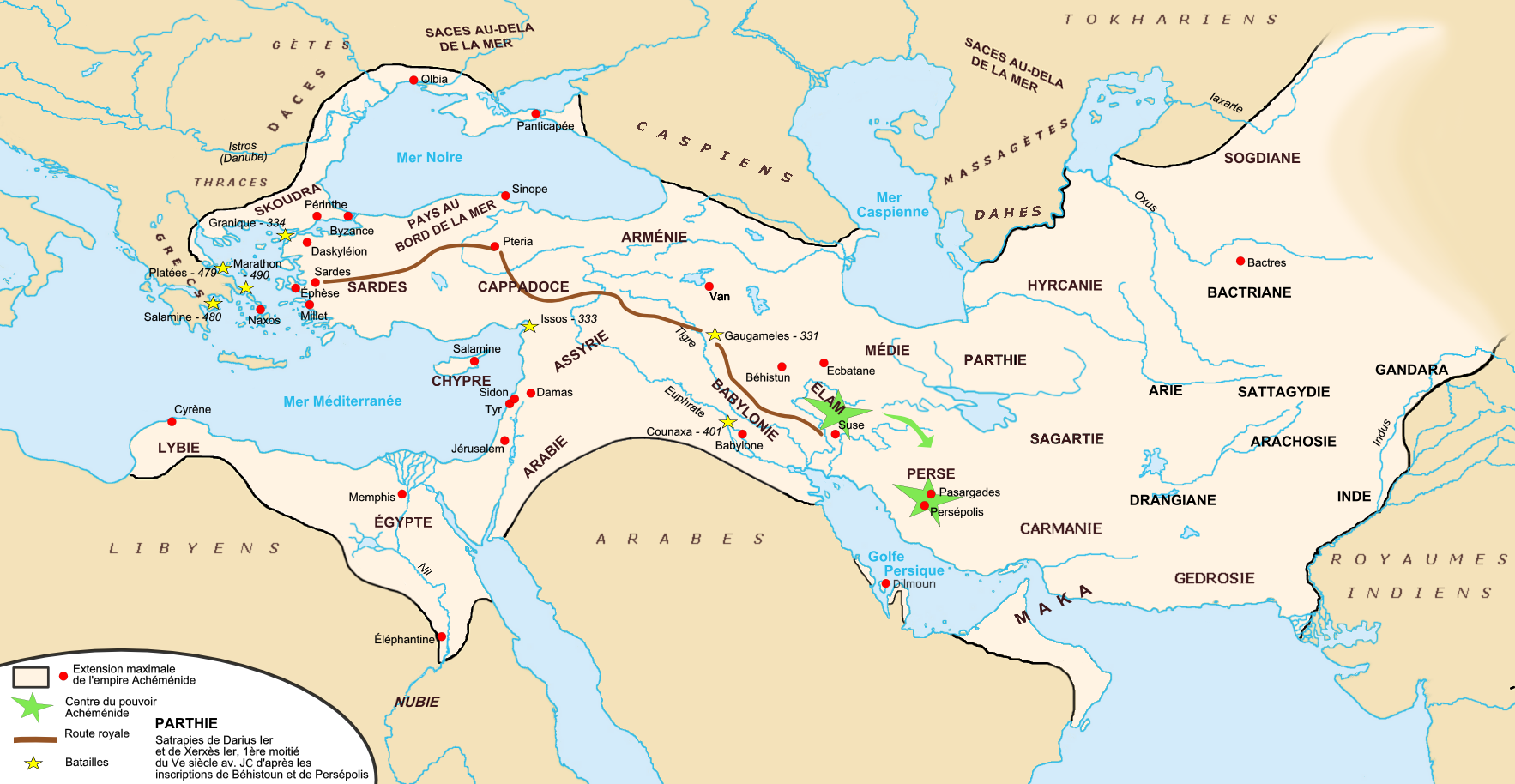
Imperium Persji

Po upadku Asyrii w 609 p.n.e. Królestwo Judy zostało opanowane przez wojska egipskie faraona Necho II, a następnie w 586 p.n.e. zajęte przez króla Babilonu, Nabuchodonozora II. Jerozolima została w 586 p.n.e. zniszczona, Świątynia Jerozolimska zburzona, a część elit państwowych i religijnych (ponad 4 tys. osób) uprowadzona w niewolę do Babilonii.
Powrót Izraelitów do swojej ojczyzny był możliwy dopiero po 538 p.n.e., za zgodą perskiego króla Cyrusa, który podbił Babilon. Juda jako prowincja Jehud uzyskała częściową autonomię. W latach 520-515 p.n.e. wzniesiono w Jerozolimie Drugą Świątynię.

## W okresie hellenistycznym

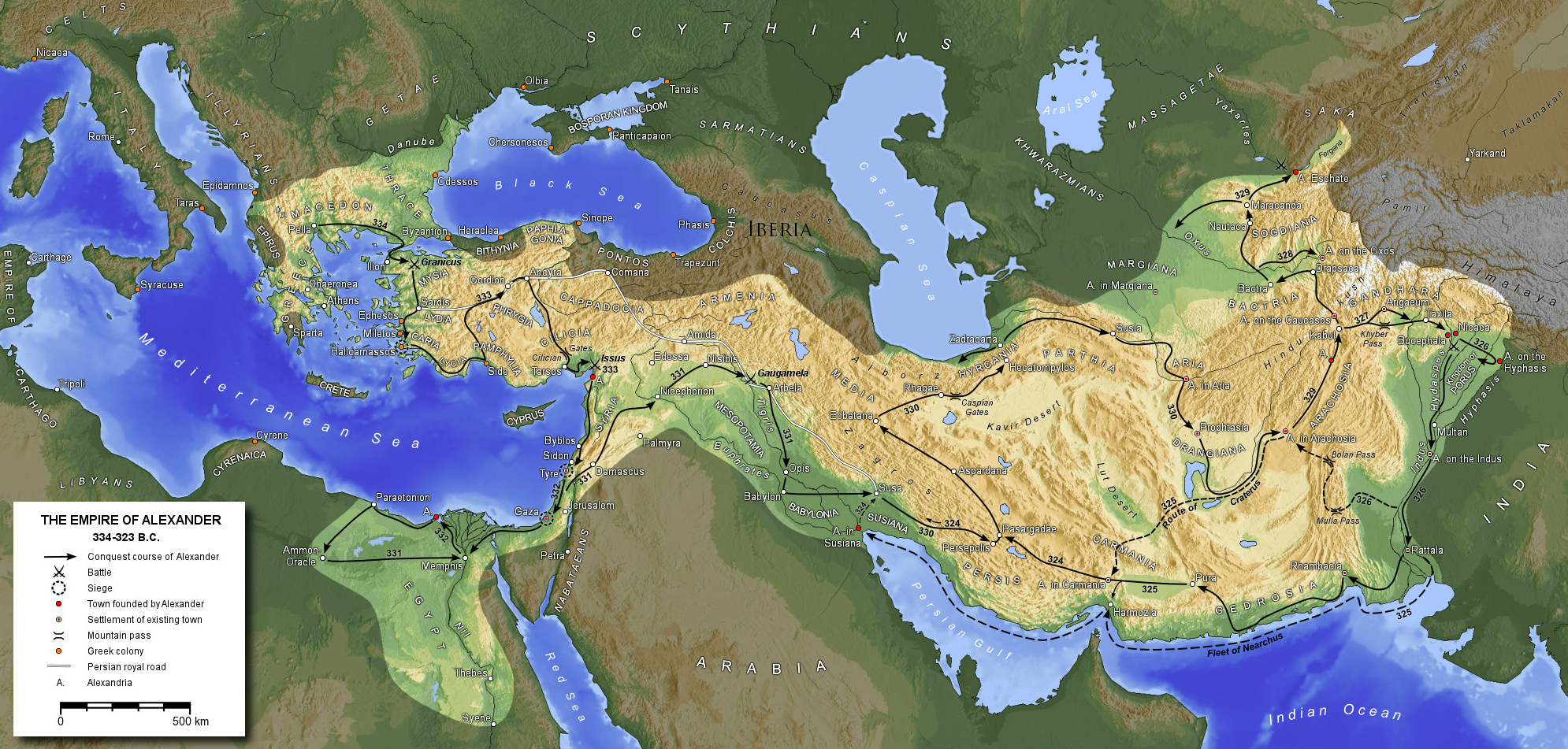
Imperium Aleksandra Macedońskiego

W 332 p.n.e. wojska macedońsko-greckie Aleksandra Macedońskiego podbiły Judeę, która poddała się bez walki. Juda weszła w skład prowincji nazwanej Syrią Dolną, czyli Celesyrią. Stolicą prowincji zostało miasto Samaria. W ramach Celesyrii Juda była autonomiczną eparchią ze stolicą w Jerozolimie. To Grecy zmienili nazwę Judy na Judeę.
Po śmierci Aleksandra Macedońskiego Judea znalazła się pod władzą Ptolemeuszy, którzy rozpoczęli wojny z Seleucydami o te ziemie. W 198 p.n.e. Judea znalazła się pod panowaniem Seleucydów.

### Powstanie Machabeuszy
W 167 p.n.e. seleucydzki władca (król Antioch IV Epifanes) postanowił przymusowo zhellenizować opornych Żydów i zastąpił prawo mozaistyczne greckim prawem świeckim. Dekretem królewskim zakazano obrzezania, święcenia szabatów i obchodzenia świąt. We wszystkich miastach Judei wzniesiono posągi bogów greckich i nakazano pod karą śmierci oddawać im cześć. Znalezione zwoje Tory były palone. Świątynię w Jerozolimie poświęcono Zeusowi Olimpijskiemu. Na ołtarzu zabito w ofierze świnię, a następnie wystawiono posąg Zeusa, któremu nakazano składać ofiary. W odpowiedzi w 166 p.n.e. wybuchło powstanie Machabeuszy.

### Państwo Machabeuszy
W 152 p.n.e. Syria zawarła porozumienie z Machabeuszami, przyznając Żydom w Judei znaczne przywileje. Powstało Państwo Machabeuszy, które było rozrywane wewnętrznymi sporami i walkami zwalczających się stronnictw. W przebieg tych walk włączyli się Rzymianie, kładąc kres niepodległości Judei.

## Rzymska dominacja

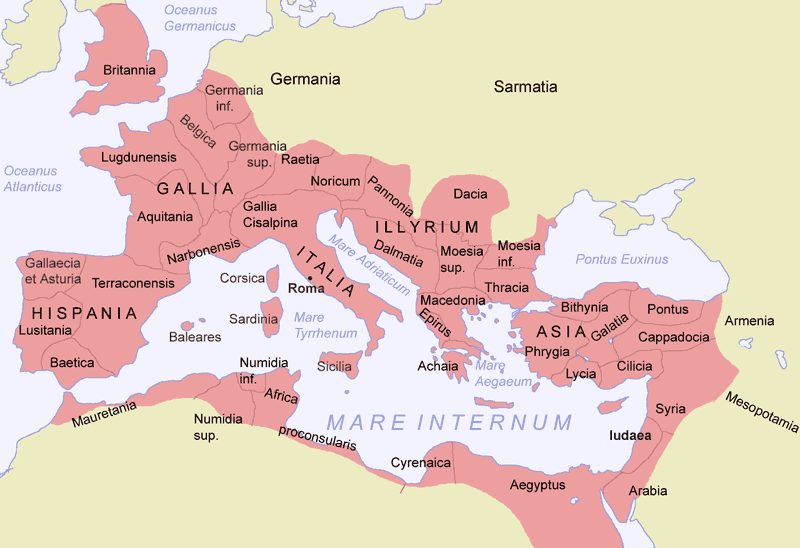
Cesarstwo rzymskie

W 63 p.n.e. Judea została zajęta przez wojska rzymskie. Rzymianie pomniejszyli obszar prowincji i podporządkowali kontroli prefekta Syrii. Pomimo to Żydzi otrzymali dużą wolność w sprawach wewnętrznych w Judei i w 37 p.n.e. Senat Rzymski uznał Heroda za legalnego króla Judei.
Herod rozwinął gospodarkę kraju, rozbudował Jerozolimę, przebudował całkowicie i znacznie powiększył Świątynię Jerozolimską tak, że odtąd zwana była Świątynią Heroda.
Po śmierci Heroda Judea została rozerwana przez wojnę domową i władza w Judei stopniowo przechodziła w ręce rzymskich namiestników.
W 6 roku Rzymianie stłumili żydowskie powstanie w Judei i oficjalnie wcielili ją w skład rzymskiej prowincji Syrii.

### Powstania żydowskie
W 66 roku wybuchło żydowskie powstanie przeciwko panowaniu rzymskiemu w Judei. Walki przybrały rozmiary totalnej wojny. Oblężona Jerozolima padła 11 września 70 roku. Miasto zostało zburzone, a Świątynia Jerozolimska spalona. Cesarz Wespazjan ogłosił Judeę swoją własnością prywatną i nakazał rzymskim urzędnikom rozprzedać ją małymi działkami. Na wiosnę 73 roku upadła ostatnia żydowska twierdza Masada, w której samobójstwo popełniło 960 Żydów.
W 132 roku wybuchło kolejne powstanie żydowskie, na czele którego stanął Szymon Bar-Kochba. W 135 roku Rzymianie zdobyli Jerozolimę, a Wzgórze Świątynne zaorali. Stanęła tam świątynia Jowisza i posąg Hadriana. Miasto nazwano Colonia Aelia Capitolina i uczyniono z niej kolonię dla wysłużonych żołnierzy syryjskich i fenickich. Judea opustoszała. Zakazano praktyk judaizmu. Nazwę kraju zmieniono z Judei na Syria Palestina (Syria Palestyńska, czyli filistyńska).
Za Antoninusa Piusa, w 197 i 351-352 w Palestynie wybuchły kolejne powstania żydowskie. Zostały jednak bardzo szybko stłumione.